# Columbus Quest 1997-1998
La stagione 1997-98 delle Columbus Quest fu la 2ª nella ABL per la franchigia.
Le Columbus Quest arrivarono prime nella Eastern Conference con un record di 36-8. Nei play-off vinsero la semifinale con le San Jose Lasers (2-0), vincendo poi il titolo battendo nella finale ABL le Long Beach Stingrays (3-2).

## Roster
| N° | Naz.                   | Ruolo | Sportivo        | Anno | Alt. | Peso |
| -- | ---------------------- | ----- | --------------- | ---- | ---- | ---- |
|    | Stati Uniti (bandiera) | G     | Latina Davis    | 1974 | 170  | 66   |
|    | Stati Uniti (bandiera) | G     | Tonya Edwards   | 1968 | 178  | 73   |
|    | Stati Uniti (bandiera) | G     | Shannon Johnson | 1974 | 170  | 69   |
|    | Stati Uniti (bandiera) | A     | Andrea Lloyd    | 1965 | 188  | 79   |
|    | Stati Uniti (bandiera) | A     | Angie Potthoff  | 1974 | 185  | 87   |
|    | Stati Uniti (bandiera) | GA    | Jannon Roland   | 1975 | 185  | 76   |
|    | Stati Uniti (bandiera) | GA    | Katie Smith     | 1974 | 180  | 79   |
|    | Stati Uniti (bandiera) | AC    | Valerie Still   | 1961 | 185  | 78   |
|    | Stati Uniti (bandiera) | A     | Shanele Stires  | 1972 | 180  | 94   |
|    | Stati Uniti (bandiera) | G     | Sonja Tate      | 1971 | 167  | 71   |
|    | Stati Uniti (bandiera) | A     | Traci Thirdgill | 1968 | 180  | 75   |
|    | Stati Uniti (bandiera) | A     | Pashen Thompson | 1975 | 185  | 88   |

## Staff tecnico
Allenatore: Brian Agler